# CamelCase

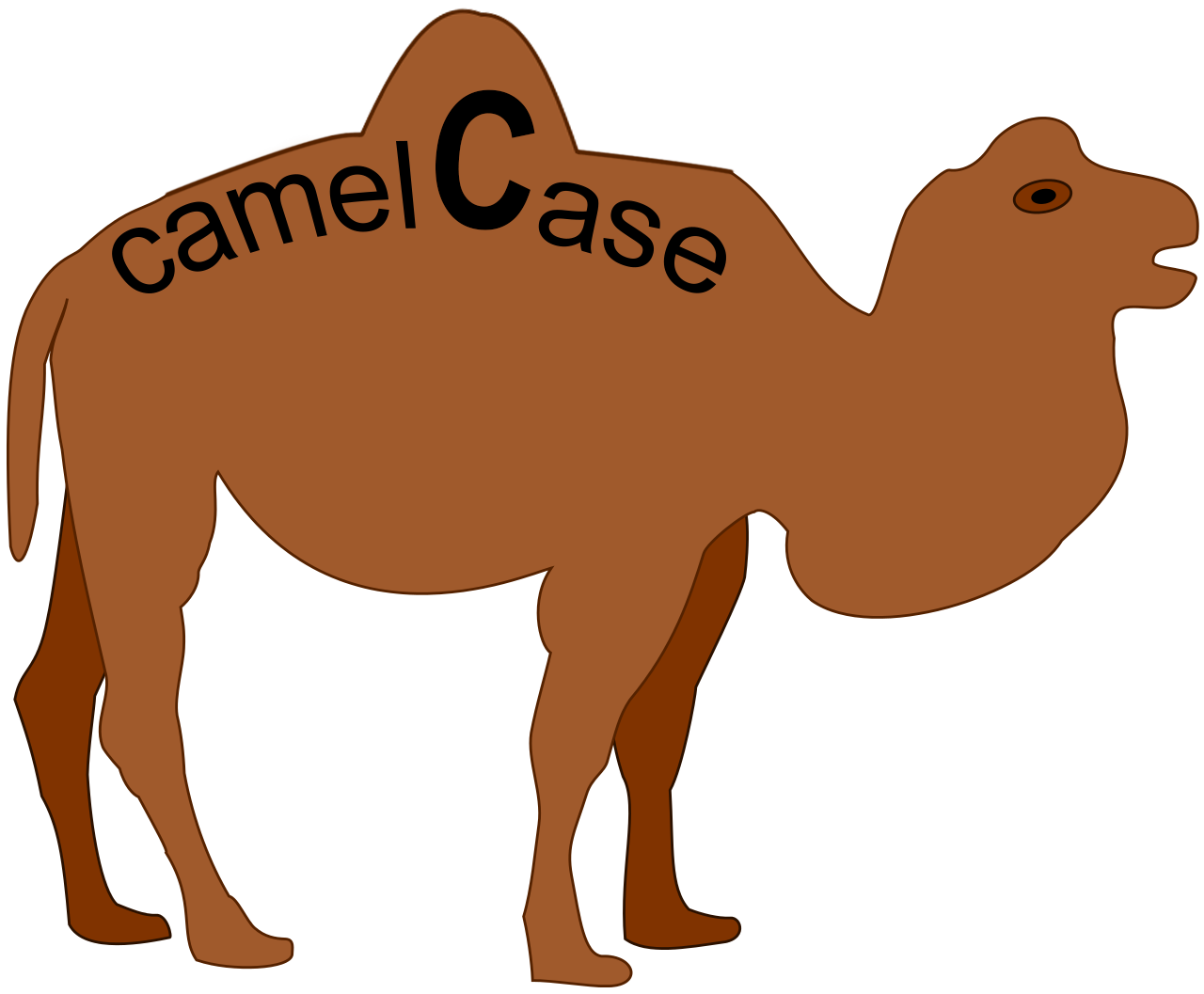
camelCase

Velbloudí notace (anglicky Camel Case, stylizováno jako camelCase) označuje způsob psaní víceslovných frází a nadpisů, v nichž jednotlivá slova nejsou oddělena mezerami, ale každé z nich začíná velkým písmenem – nezávisle na tom, zda by tomu tak podle pravidel pravopisu mělo být. Samotný název camelCase je příkladem tohoto stylu (název sám o sobě – velbloudí velikost písmen – evokuje to, že obrys textu psaného v camelCase má „velbloudí hrb“).
Notace camelCase se nejčastěji používá v programovacích a skriptovacích jazycích jako identifikátory proměnných, konstant, typů/struktur, tříd, funkcí/metod a dalších prvků; v SQL k pojmenování databází, tabulek, sloupců, pohledů, spouští, klíčů a dalších; v konfiguračních souborech pro označení sekcí nebo v HTML a XML souborech v názvech elementů a atributů. Je také velmi rozšířena při psaní SMS zpráv, protože šetří znaky (SMS zpráva je standardně omezena maximálně na 160 znaků).
Samotný camelCase může mít počáteční písmeno prvního slova napsáno jak malým písmenem (takzvané lower-camelCase), tak i velkým písmenem (takzvané upper-CamelCase):
- Lower-camelCase (tedy s malým počátečním písmenem prvního slova) je současně konvence psaní různých identifikátorů v programovacích nebo skriptovacích jazycích jako např. Java, PHP, Ruby atd.
- Upper-CamelCase (tedy s velkým počátečním písmenem prvního slova) bylo používáno pro interní odkazy ve wiki-systémech. Od tohoto trendu se již v současnosti upouští. Pro tuto verzi existuje i název PascalCase, neboť se odvíjí od konvence psaní identifikátorů v programovacím jazyce Turbo Pascal. Slovo PascalCase je současně příkladem této konvence, kterou definuje. Tento způsob psaní identifikátorů používá WolframLanguage v počítačovém algebraickém systému Mathematica pro předdeklarované symboly. Je doporučeno, aby uživatelem deklarované symboly začínaly malým písmenem. Tím je vyloučen konflikt mezi předdeklarovanými symboly a symboly zavedenými uživatelem, a to nejen v současnosti, ale i v budoucích verzích, kdy množina předdeklarovaných slov může růst.

Alternativou zápisu bez mezer je zápis snake_case, nejčastěji buď se všemi písmeny malými (např. proměnné a funkce v jazyku C/C++) nebo všemi velkými (např. v jazyku Ruby pro deklaraci konstant).

## Příklady
- iPad
- eBay
- getUserSession()
- TurboPascal
- JavaScript
- CinemaScope